# Carol Feeney
Carol Feeney, född den 4 oktober 1964 i Oak Park, Illinois, är en amerikansk roddare.
Hon tog OS-silver i fyra utan styrman i samband med de olympiska roddtävlingarna 1992 i Barcelona.